# Carlos Baleba
Carlos Noom Quomah Baleba (ur. 3 stycznia 2004 w Duali) – kameruński piłkarz, występujący na pozycji defensywnego pomocnika w angielskim klubie Brighton oraz w reprezentacji Kamerunu.